# Pseudorchestoidea
Pseudorchestoidea är ett släkte av kräftdjur som beskrevs av Edward Lloyd Bousfield 1982. Pseudorchestoidea ingår i familjen tångloppor.
Släktet innehåller bara arten Pseudorchestoidea brito.